# Hansische Geschichtsblätter
La Hansische Geschichtsblätter (en abrégé HGbll) est une revue en allemand consacrée à l'histoire de la Ligue hanséatique, publiée depuis 1871 par la Société d'histoire de la Ligue hanséatique. 
Les articles de la revue traitent principalement de l’histoire des villes hanséatiques, de l’histoire de la navigation, du trafic maritime, et de l'histoire du commerce sous un angle social et économique. Un certain nombre d'anciennes revues et d'articles récents ont été numérisés et sont disponibles gratuitement en ligne sur le site Internet de l'association historique. 